# ÖBB 5045/5145
Die Reihen 5045 und 5145 der Österreichischen Bundesbahnen (ÖBB) waren Dieseltriebwagen, die im Schnellzugverkehr eingesetzt wurden. Der Einsatz im Planverkehr begann 1952 und endete 1997. Die Züge wurden von Simmering-Graz-Pauker gebaut. Sie wurden unter dem Namen Blauer Blitz bekannt.

## Geschichte

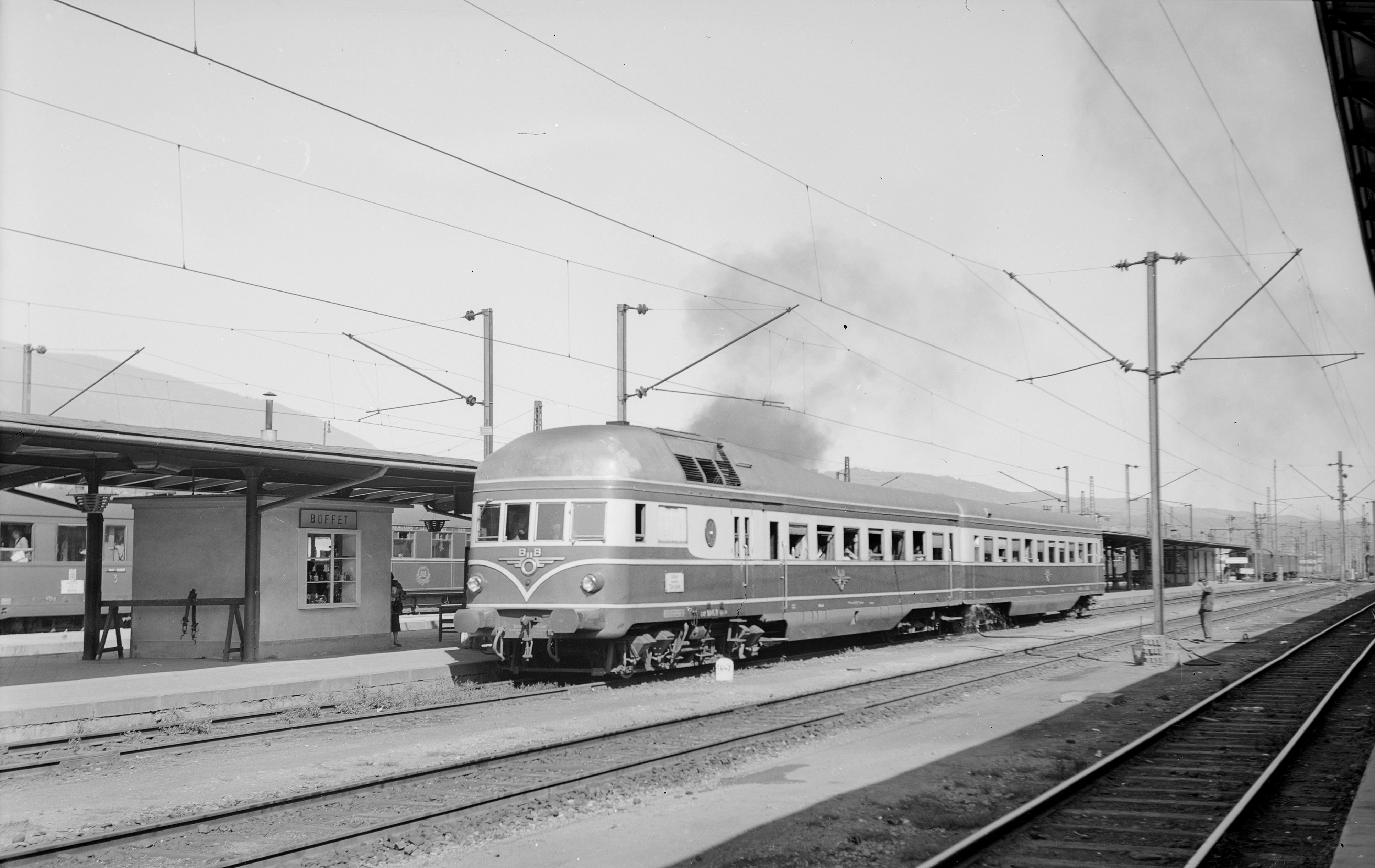
5045.01 im Urzustand in Villach (1953)

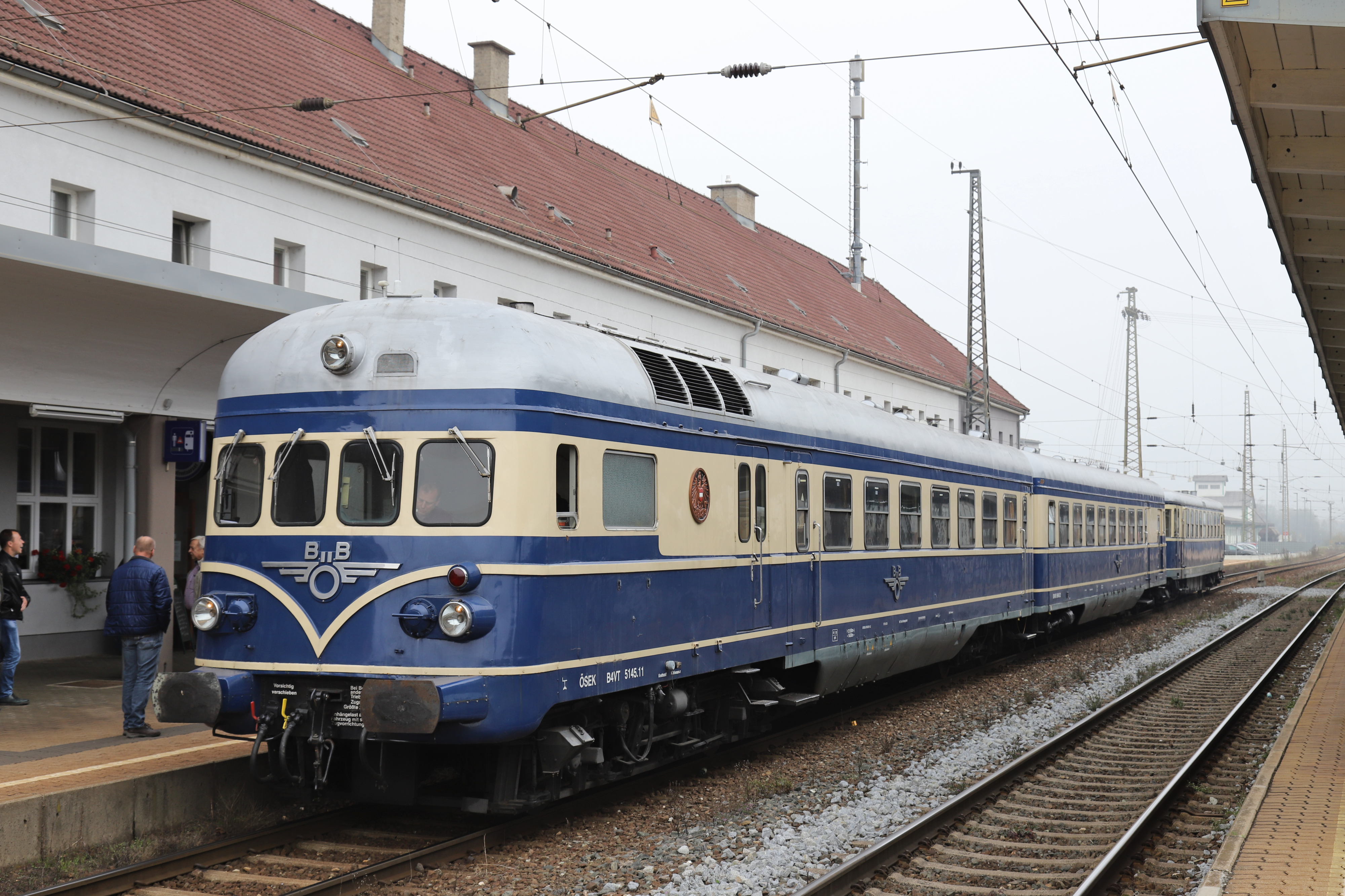
Der vierfenstrige 5145.11 im Bahnhof Knittelfeld (2018)

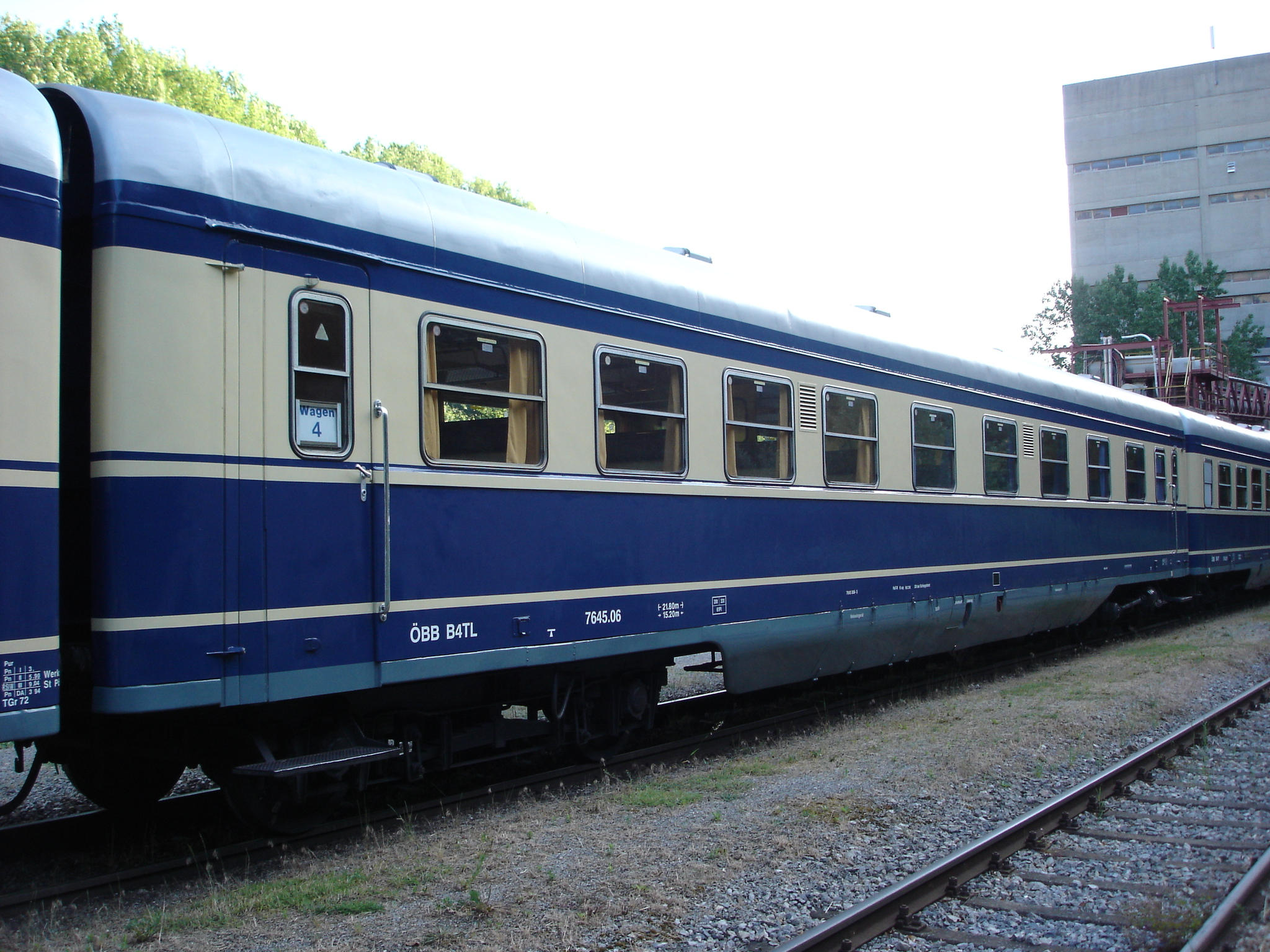
Zwischenwagen 7645

Ursprünglich plante der Hersteller SGP ab 1949 doppelstöckige Triebwagen, um das Lichtraumprofil und die Maschinenanlage möglichst effektiv auszunützen. Diese entsprachen jedoch aufgrund der zu erwartenden hohen Achslasten nicht den Vorstellungen der ÖBB und wurden auf deren Wunsch hin in zweiteilige Einheiten bestehend aus Trieb- und Steuerwagen abgewandelt.
Zwischen 1952 und 1956 wurden von der Firma Simmering-Graz-Pauker in Wien-Simmering 12 Einheiten der Reihe 5045 gebaut. Sie waren die ersten nach dem Zweiten Weltkrieg neukonstruierten Schnelltriebwagen und erreichten deshalb einen hohen Bekanntheitsgrad. Vier weitere zweiteilige Einheiten von 1956 stammen aus einem geplatzten Exportauftrag für Jugoslawien. Sie wurden als Reihe 5145 zunächst von den ÖBB angemietet und waren bis zum definitiven Ankauf im Folgejahr ohne Hoheitszeichen im Einsatz.
Für den Einsatz im Triebwagenschnellzug Venezia wurden 1958/59 sechs Zwischenwagen beschafft, womit die zweiteiligen Einheiten zu mehrteiligen Zügen erweitert werden konnten. Ebenso wurden die abwertend als „Kopftumor“ bezeichneten Kühleraufbauten der 5145 für den Einsatz im Venezia ab Februar 1959 umgebaut und in der Höhe verringert. Sie zeichneten sich nun aufgrund des kleineren internationalen Lichtraumprofils durch freizügigere Einsatzmöglichkeiten aus. 1962 wurden für den Einsatz im TS Vindobona drei Halbspeisewagen angeschafft.
Die 5045 wurden bis 1970 technisch an die 5145 angeglichen. Unter anderem entfiel auch bei diesen der markante Dachaufbau für den Motorkühler. Weitere Umbauten betrafen die Fenster: Die Front mit ursprünglich vier eckigen Fenstern wurde auf drei oder vier gummigefasste Fenster umgebaut (bis zum Schluss gab es beide Varianten), und anstelle der seitlichen Senkfenster wurden Übersetzfenster eingebaut.

## Konstruktion
Wagenkasten, Untergestell und Drehgestelle bestehen aus verschweißten Stahlprofilen in Leichtbauweise. Die Antriebsanlage wurde aus dem VT 5044 weiterentwickelt und besteht aus einem Zwölfzylinder-V-Dieselmotor SGP S12a sowie einem hydraulischen Zweiwandler-Turbogetriebe vom Typ Voith T 26 WAG. Die Steuerung erfolgt elektropneumatisch in fünf Drehzahlstufen. Der Antrieb erfolgt auf beide Achsen des Triebdrehgestells. Gegenüber den VT 5044 wurde die Leistung durch das Anheben der Motordrehzahl von 1350 auf 1395 Umdrehungen pro Minute von 500 auf 540 PS (368 bzw. 397 kW) gesteigert.
Aus der Reihe 5045/5145 wurden die für den Regionalzugeinsatz vorgesehenen Triebwagen der Reihen 5046/5146 entwickelt.

## Einsatz

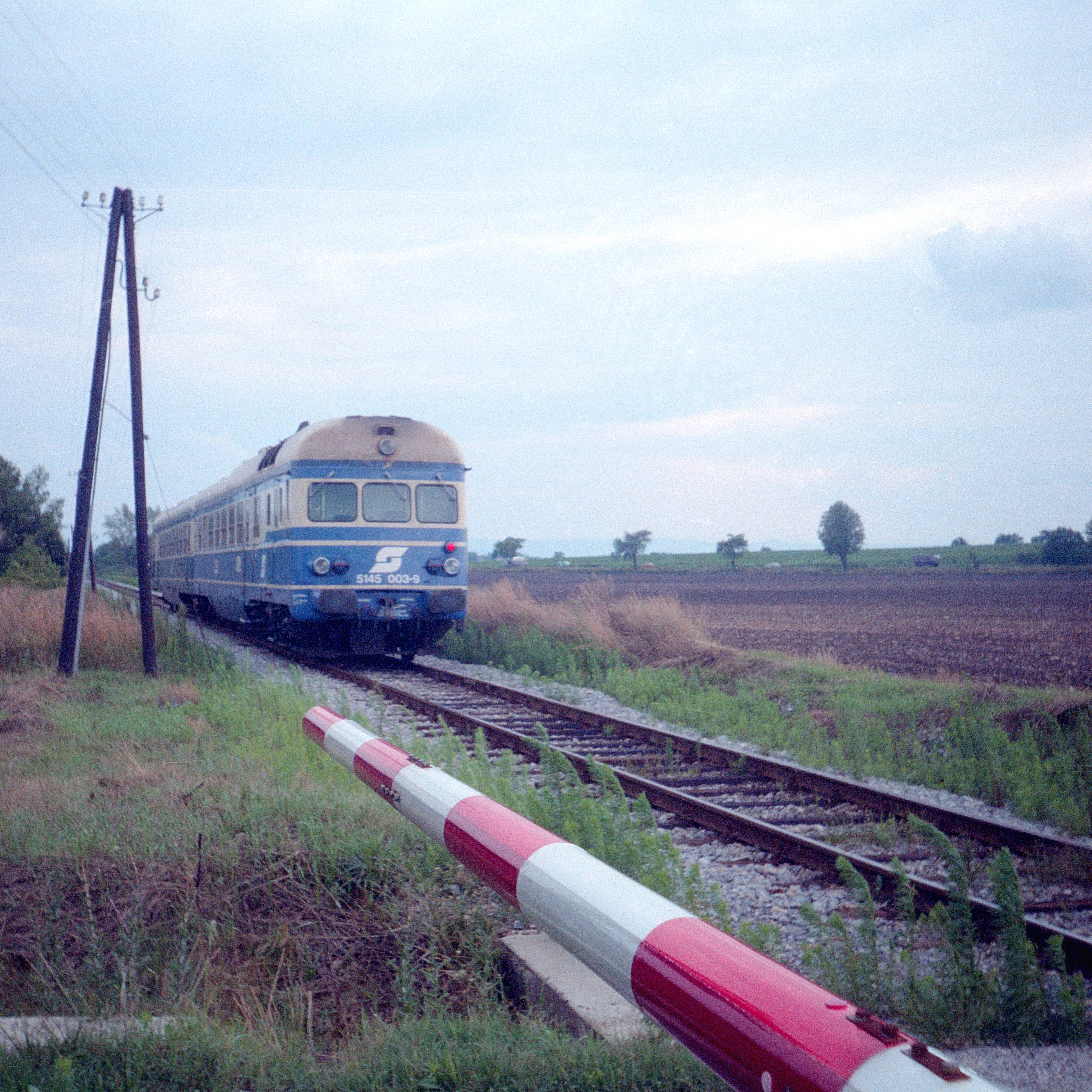
5145 003-9 im Regionalzugeinsatz bei Oggau auf der Strecke Neusiedl am See–Wulkaprodersdorf (1987)

Eingesetzt wurden die Fahrzeuge vorerst in erster Linie im internationalen und nationalen Schnellzugverkehr, wobei sie besonders als Triebwagenschnellzüge (TS) Venezia zwischen Wien und Venedig, Miramare zwischen Wien und Triest und vor allem als Vindobona Wien–Praha–Berlin große Bekanntheit erlangten. Sie fuhren auch zwischen Wien und Budapest, Graz und München sowie als Korridorzüge zwischen Lienz und Innsbruck über die Brennerbahn.
Viele Jahre fuhren sie auch inländische Schnellverbindungen zwischen Wien und Villach sowie zwischen Wien und Graz über die Südbahn. Aufgrund der relativ schwachen Motorleistung bedurften die Blauen Blitze auf den langen Rampen der Semmeringbahn immer wieder der Nachschiebedienste in Form einer Dampflokomotive der Reihe 95. Auch zwischen Salzburg und Graz über die Ennstalbahn und die Rudolfsbahn war der „Blaue Blitz“ anzutreffen.

Da im Laufe der Jahre immer mehr Hauptstrecken elektrifiziert wurden, fanden die Triebwagen mehr und mehr im Regionalverkehr auf nichtelektrifizierten Strecken Verwendung. In den 1970er Jahren fuhren sie noch teilweise Eilzugsleistungen wie den „Oststeirer“ von Wien Südbahnhof über die Wechselbahn und die Thermenbahn nach Bad Gleichenberg. Ihr Ausgedinge fanden sie auf Nebenbahnen in Niederösterreich und dem Burgenland. Zuletzt waren sie in den 1990er-Jahren im niederösterreichischen Weinviertel beispielsweise auf der Stammersdorfer Lokalbahn oder der Lokalbahn Retz - Drosendorf eingesetzt. Auch die österreichisch-ungarische Raaberbahn setzte zeitweise Blaue Blitze ein. Ein 5145 erhielt noch eine moderne Lackierung im Valousek-Design. 1997 wurden die letzten 5145 schließlich aus dem Plandienst ausgeschieden.

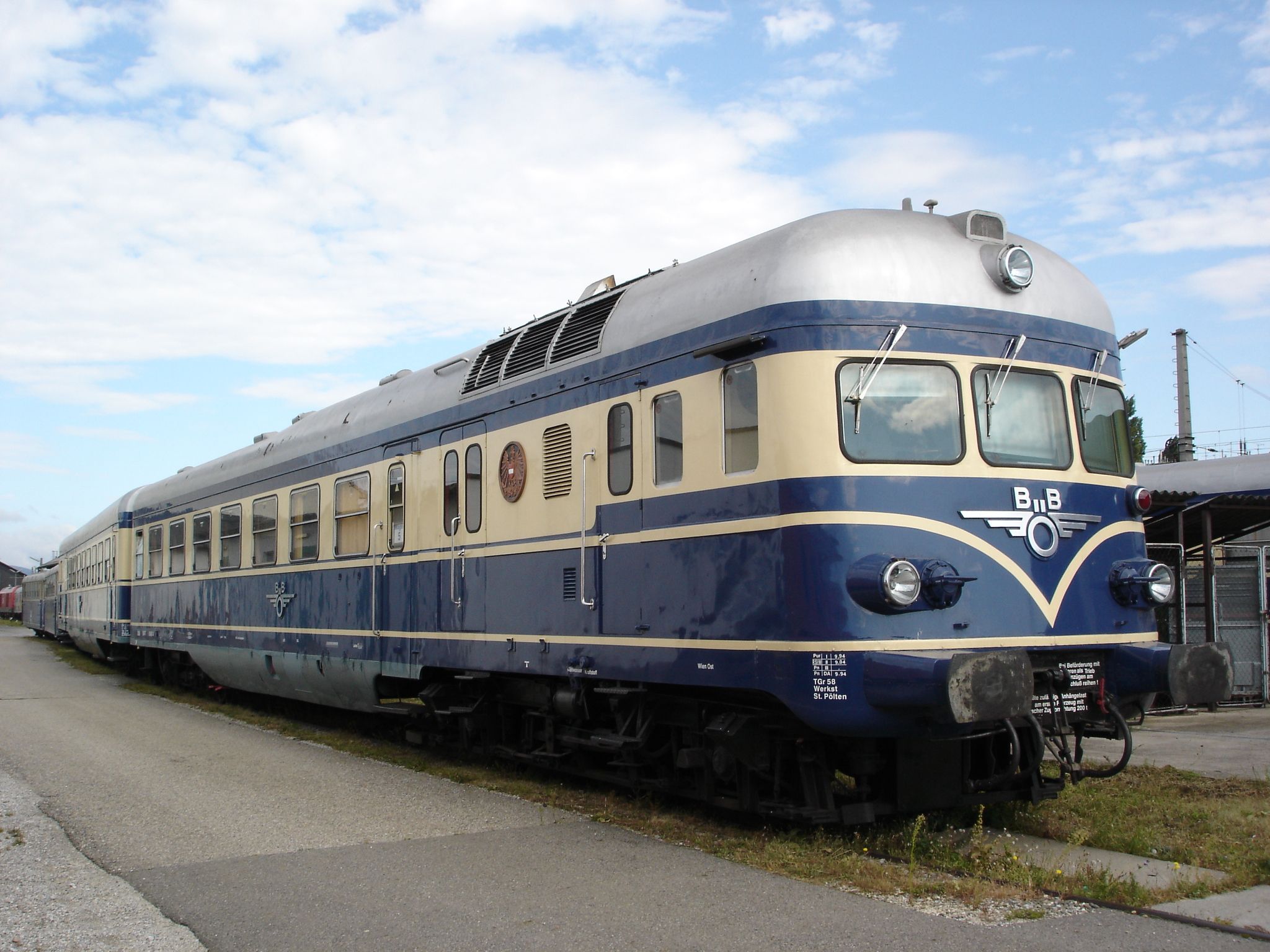
5145.14 mit dreifenstriger Front (2008)

## Verbleib
Mehrere Fahrzeuge sind als Museumsstücke erhalten geblieben. Sie sind im Eigentum der AUSTROVAPOR, werden vom „Club Blauer Blitz“ im Eisenbahnmuseum Strasshof betreut und konnten bis ins Jahr 2009 in beliebiger Zusammenstellung für Sonderfahrten gechartert werden. Seit dem Jahr 2016 steht ein zweiteiliger Triebwagenzug nach einer Teilausbesserung wieder für Nostalgiefahrten zur Verfügung.
Weiters besitzt die ÖGEG, die Österreichische Gesellschaft für Eisenbahngeschichte, den 5145.009 mit dem Steuerwagen 6545.005. Die Garnitur ist im oberösterreichischen Lokpark Ampflwang hinterstellt. Die zwei Zwischenwagen 7645.01 und 7845.01 wurden 2020 an den Verein Neue Landesbahn verkauft und befinden sich nun in Mistelbach.

Insgesamt sind 4 Triebwagen (5145), 3 Steuerwagen (6545 und 6645, 6645 besitzt zusätzliches Gepäckabteil, dafür kleineren Fahrgastraum) und 7 Mittelwagen erhalten geblieben. Davon vier Sitzwagen (7645), ein Speisewagen (7745) und zwei ex. Speisewagen (7845). Betriebsfähig und zugelassen sind derzeit 5145.11 und 6645.02.

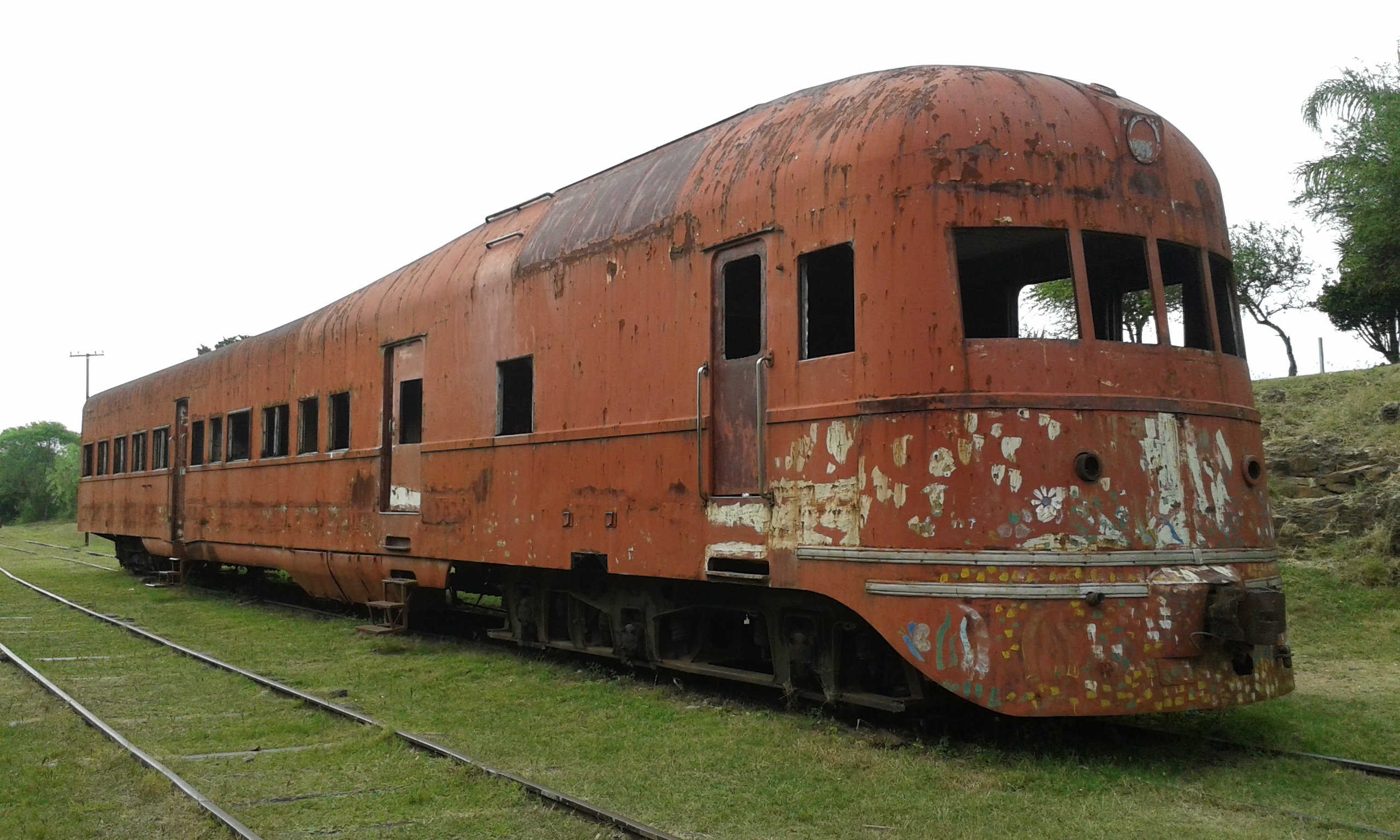
Wrack eines SGP-Triebwagen in Uruguay

## Exportversion
Noch vor der Auslieferung der ersten „Blauen Blitze“ konnte SGP im Jahr 1951 einen Auftrag für sieben dreiteilige Einheiten für Uruguay akquirieren. In ihrer technischen Konzeption entsprachen die Triebwagen der Reihe 5045, wurden im Aussehen allerdings an die Gepflogenheiten des Auftraggebers angepasst und erhielten dreiachsige Antriebsdrehgestelle. Die Ähnlichkeit mit den österreichischen „Brüdern“ ist jedoch an dem hohen Kühleraufbau und der Frontpartie erkennbar. Die Probefahrten dieser Triebwagen fanden unter großem Medienecho auf der Semmeringbahn statt.
Diese in Uruguay nach dem Hersteller als „Simmering“ bezeichneten Triebwagen bewährten sich jedoch im Gegensatz zum Blauen Blitz technisch nicht. Durch den schlechten Oberbau im Einsatzgebiet, grobe Bedienungsfehler und mangelnde Wartung kam es rasch zu Schäden an Fahrwerken, Motoren und Turbogetrieben. Bis 1966 wurden daher sämtliche Einheiten in antriebslose Fahrzeuge umgebaut und standen so noch bis in die 1980er Jahre im Einsatz.

## Modelle

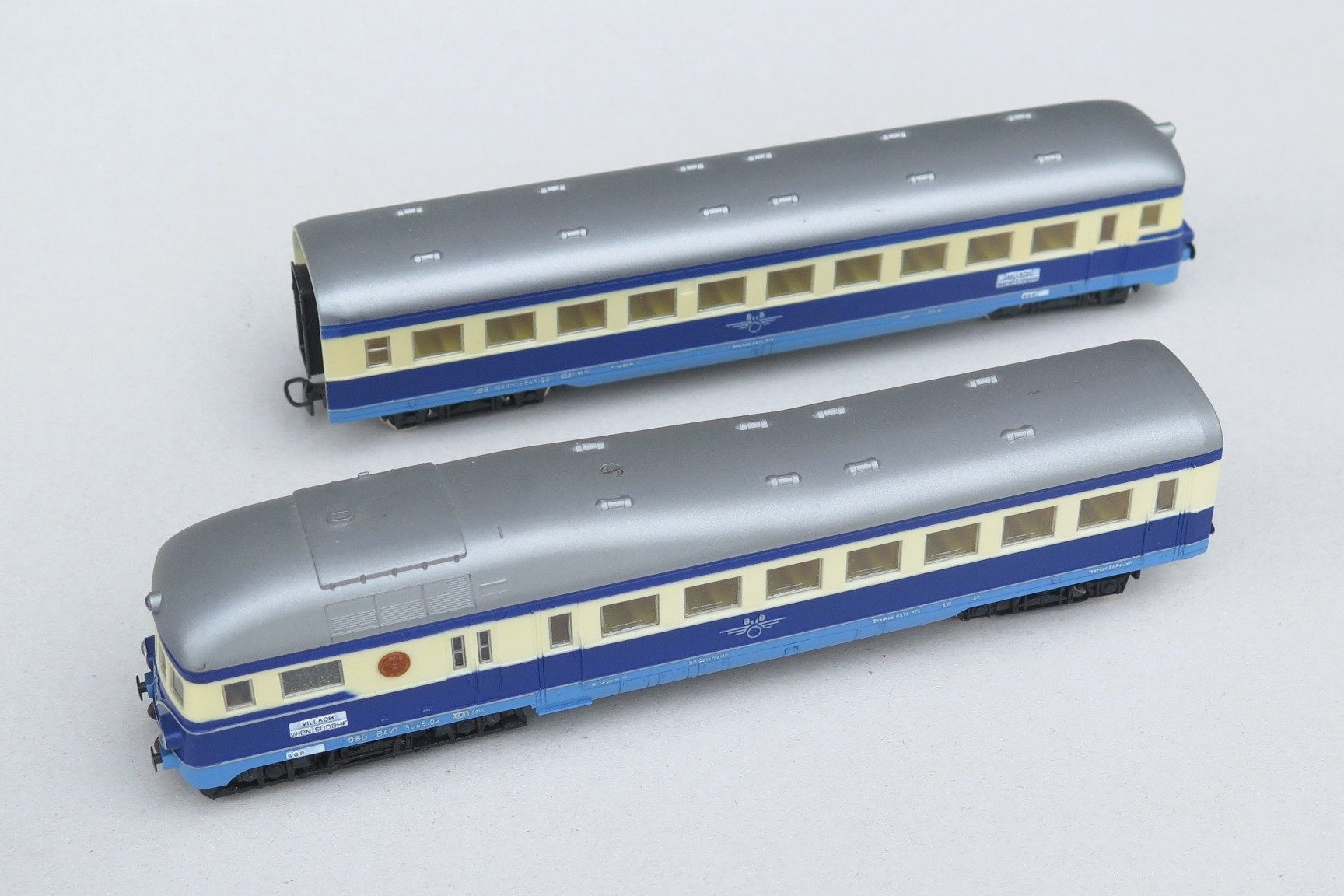
Kleinbahn-Modell

### Spur H0
Kaum war das Vorbild erschienen, wetteiferten die Wiener Modelleisenbahnbahnfirmen Kleinbahn und Liliput um eine Umsetzung des Fahrzeuges ins Modell. Das Liliput Modell war von 1953 bis 1969 in verkürzter Version erhältlich. Das in der Länge ebenfalls verkürzte Kleinbahn-Modell der Ursprungsversion war von 1953 bis zur Schließung der Firma im Jahr 2021 de facto unverändert erhältlich. In den 1990er Jahren brachte der deutsche Hersteller Piko mehrere maßstäbliche Versionen des Blauen Blitzes auf den Markt, die immer wieder aufgelegt werden.

### Spur N
Mittlerweile bietet Jägerndorfer ein Spur N - Modell der Reihen 5045 und 5145 an.